# جوانا سوزا
جوانا سوزا هي راكبة الكنو برتغالية، ولدت في 1983. شاركت في سباقات القوارب والماراثون. فازت بميدالية برونزية في بطولة العالم للقوارب لعام 2009 في حدث 200 م لسباق الكاياك الرباعي.
في وضع الماراثون، حصلت على ميدالية برونزية في بطولة العالم 2009 في سباق الكاياك الثنائي.